# Thuốc chống viêm không steroid
Thuốc chống viêm không steroid (tiếng Anh: non-steroidal anti-inflammatory drug, viết tắt là NSAID) là loại thuốc có tác dụng hạ sốt, giảm đau, chống viêm không có cấu trúc steroids. Là thuốc giảm đau, nhưng khác với các thuốc opioids, NSAIDs là thuốc giảm đau ngoại vi và không có tác dụng gây nghiện.
Những thuốc tiêu biểu của nhóm này gồm có aspirin, ibuprofen, diclofenac, và naproxen đã được sử dụng rộng rãi trong điều trị từ lâu. Nhiều tác giả không xếp Paracetamol (acetaminophen) vào nhóm NSAIDS tuy nhiên trên mô hình thực nghiệm paracetamol vẫn có tác dụng chống viêm, nhưng phải dùng liều cao hơn liều giảm đau, vì trong ổ viêm có nồng độ cao các peroxid, làm mất tác dụng ức chế COX của paracetamol và mặt khác, paracetmol không ức chế sự hoạt hoá bạch cầu trung tính như các NSAIDS khác.

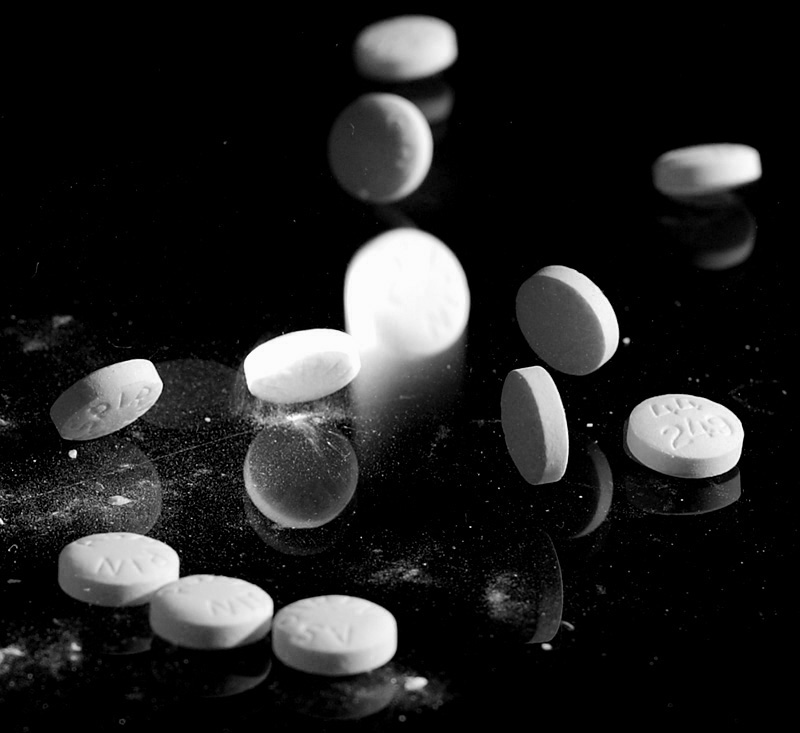
Viên nén Aspirin

## Lịch sử
Ngay từ năm 460-377 TrCN, Hyppocrates người được coi là ông tổ của nghề y, đã phát hiện ra tác dụng giảm đau hạ sốt của nước chiết xuất từ vỏ cây liễu (còn gọi là cây thùy dương). Nhưng mãi đến năm 1838 Raffaelle Piria (ý) mới tinh chế được Acid Acetylsalicylic từ vỏ cây này, và 15 năm sau (1853) Charle Fredenic Gerherdt nhà hóa học người Đức mới chế tạo được Acid Acetylsalicylic thành thuốc kháng viêm hạ sốt giảm đau đầu tiên của nhân loại. Đến năm 1899, sản phẩm Aspirin (Acid Acetylsalicylic) đầu tiên của hãng Bayer được lưu hành trên thị trường. Cho tới nay đã hơn 100 năm ra đời, nhưng Aspirin vẫn còn được trọng dụng với nhiều tác dụng hứa hẹn như: phòng chống nhồi máu cơ tim, giảm tỷ lệ mắc ung thư đại trực tràng... Sau Aspirin, là Phenylbutason (1949) và Indomethacin (1964) được tổng hợp. Tiếp theo là sự ra đời của hàng loạt thế hệ thuốc NSAID khác như: Ibuprofen (1969), Fenoprofen (1970), Ketoprofen (1973), Naproxen (1973), Acid Tiaprofenic (1975), Sulindac (1977), Diflunisal (1977), Diclofenac (1979), Piroxicam (1981), Nimesulide (1983), Acemetacin (1985), Tenoxicam (1987), Meloxicam (1996), và gần đây là Celecoxib, Rofecoxib (1999)...

## Cơ chế tác dụng

Cơ chế tác dụng của NSAIDs

Thuốc có tác dụng ức chế sinh tổng hợp Prostaglandin (PG) do ức chế men cyclo-oxygenase (COX) làm giảm tổng hợp PG.
Năm 1972 Flower và Vane đưa ra giả thuyết về sự có mặt của hai chất đồng dạng COX-1 và COX-2, đến thập niên 1991 với kỹ thuật phân tử, Daniel L. Simmons thuộc Đại học thanh niên Brigham  đã xác định được chất COX-2 là một loại mARN khác so với COX-1, hai chất đồng dạng này có cùng trọng lượng phân tử (71kDa), có 60% amino acid giống nhau và được tìm thấy ở những vị trí khác nhau trong tế bào:
- COX-1 có mặt trong các tổ chức bình thường, là một men ‘’quản gia’’ về cấu trúc, điều hòa các hoạt động sinh lý của hệ thống tiêu hóa, thận và nội mô mạch máu. Nếu COX-1 bị ức chế sẽ gây ra các tác dụng bất lợi trên các tổ chức bình thường như hệ tiêu hóa, thận và tiểu cầu.
- COX-2 hầu như không có mặt trong các tổ chức bình thường, mà được tạo ra do cảm ứng, chủ yếu tại các tổ chức viêm. Nếu COX-2 bị ức chế sẽ kiểm soát được quá trình viêm mà không ảnh hưởng tới các chức năng khác của cơ thể.
- Năm 2002, Simmons còn khám phá ra COX-3 và phân tích mối quan hệ của enzyme mới này với paracetamol (thuốc giảm đau được sử dụng rộng rãi nhất trên thế giới). Tác giả đã cho rằng sự ức chế COX-3 có thể là cơ chế tác dụng trung ương của thuốc này đối với tác dụng giảm đau và hạ sốt, nay đã bị bác bỏ và được cho rằng liên quan đến enzyme POX.

Trên cơ sở này, người ta thấy rằng sự an toàn của thuốc kháng viêm phụ thuộc vào khả năng ức chế chuyên biệt, ức chế ưu thế, ức chế chọn lọc hay không ức chế chọn lọc men COX-2. Một số thuốc kháng viêm mới như Nimesulide, Acemetacin (ức chế ưu thế COX-2), Meloxicam (ức chế chọn lọc men COX-2), Celecoxib, Rofecoxib, Valdecoxib, Etoricoxib (ức chế chuyên biệt COX-2) có các tác dụng phụ liên quan đến ức chế tổng hợp PG giảm đi nhiều so với các thuốc kháng viêm cổ điển khác. Tuy nhiên, trên thực tế không có thuốc kháng viêm nào hoàn toàn chỉ ức chế COX-2, tức là chỉ có tác dụng kháng viêm mà hoàn toàn không có tác dụng bất lợi.

## Tác dụng dược lý

### Tác dụng hạ sốt
- Tác dụng lên trung tâm: thí nghiệm tiêm thuốc thẳng vào trung khu điều hòa thân nhiệt (nhân Caudatus) thì thấy tác dụng hạ sốt rõ rệt. Thuốc không gây hạ thân nhiệt ở người bình thường.
- Thuốc làm tăng quá trình thải nhiệt như: giãn mạch da, tăng tiết mồ hôi, và không tác dụng trên quá trình sinh nhiệt.
- Thuốc tác dụng trực tiếp lên cơ chế gây sốt: Khi vi khuẩn, nấm, độc tố...(gọi chung là chất gây sốt - pyrogen ngoại lai) xâm nhập vào cơ thể sẽ kích thích bạch cầu sản xuất các chất gây sốt nội tại. Chất này hoạt hóa men cylo-oxygenase (COX), làm tổng hợp PG (nhất là PG E1 và E2) từ acid arachidonic của vùng dưới đồi. PG sẽ gây sốt do làm tăng quá trình tạo nhiệt (rung cơ, tăng hô hấp, tăng chuyển hóa) và giảm quá trình thải nhiệt (co mạch da...). Thuốc hạ sốt do ức chế COX làm giảm tổng hợp PG do đó làm giảm quá trình gây sốt nên có tác dụng hạ sốt. Thuốc không tác động lên nguyên nhân gây sốt nên chỉ có tác dụng điều trị triệu chứng.

### Tác dụng chống viêm

#### Đặc điểm
- Tác dụng lên hầu hết các loại viêm không kể nguyên nhân.
- Chỉ ở liều cao mới có tác dụng chống viêm.
- Thuốc có tác dụng lên thời kỳ đầu của quá trình viêm.

#### Cơ chế
- Thuốc có tác dụng ức chế sinh tổng hợp PG do ức chế men cyclo-oxygenase (COX) làm giảm tổng hợp PG.
- Thuốc còn làm bền vững màng lysosom do đó hạn chế giải phóng các enzyme của lysosom trong quá trình thực bào, nên có tác dụng chống viêm.
- Ngoài ra thuốc còn ức chế các chất trung gian hóa học của quá trình viêm như các kinin huyết tương, ức chế cơ chất của enzyme, ức chế sự di chuyển của bạch cầu, ức chế phản ứng kháng nguyên - kháng thể.
- Riêng nhóm salicylat còn làm tăng giải phóng steroid nên làm tăng tác dụng chống viêm.
- Tác dụng chống viêm của các thuốc khác nhau, lấy Aspirin làm chuẩn thì Diclofenac, Flurbiprofen, Indomethacin có tác dụng chống viêm mạnh gấp 10 lần, Naproxen, Piroxicam, Pirprofen gấp từ 6,5 - 4,9 đến 3,9 lần. Có thể sắp xếp hiệu lực chống viêm của các thuốc theo thứ tự của chúng với liều trung bình như sau: Indometacin > Flurbiprofen > Diclofenac > Piroxicam > Pirprofen > Ketoprofen > Naproxen > Butadion > Analgin > Amidopyrin > Aspirin.

### Tác dụng giảm đau

#### Đặc điểm
- Thuốc tác dụng lên các cơn đau nông nhẹ, khu trú hoặc lan tỏa như đau đầu, đau cơ, đau răng, đau khớp. Đặc biệt có tác dụng tốt đối với đau do viêm. Không có tác dụng lên các đau nội tạng như morphine.
- Không gây ngủ, không gây khoái cảm, không gây nghiện.

#### Cơ chế
- Thuốc làm ức chế tổng hợp PGE2α nên giảm tính cảm thụ của các ngọn dây cảm giác với các chất gây đau của phản ứng viêm như bradykinin, histamin, serotonin.
- Tác dụng giảm đau của thuốc NSAIDs liên quan mật thiết với tác dụng chống viêm.
- Tác dụng giảm đau của các thuốc Diclofenac, Flurbiprofen, Indomethacin mạnh gấp 6-31 lần so với Aspirin. Tác dụng giảm đau với liều trung bình được xếp theo thứ tự như sau: Diclofenac > Indomethacin > Flurbiprofen > Analgin > Amidopirin > Piroxicam > Pirprofen > Naprofen > Naproxen > Ibuprofen > Butadion > Aspirin > Ketoprofen.

### Tác dụng chống ngưng kết tiểu cầu và chống đông máu
Trong màng tiểu cầu có chứa nhiều thromboxan synthetase là enzyme chuyển endoperocyd của PGG2/H2 thành thromboxan A2 (chỉ tồn tại trong 1 phút) có tác dụng làm đông vón tiểu cầu. Nhưng ở tế bào nội mạc lại có prostacyclin synthetase là enzyme tổng hợp PGI2 (prostacyclin) có tác dụng đối kháng với thromboxan A2. Vì vậy tiểu cầu chảy trong thành mạch bình thường không bị đông vón. Khi nội mạc mạch bị tổn thương thì PGI2 giảm, mặt khác tiểu cầu tiếp xúc với nội mạc bị tổn thương sẽ giải phóng ra thromboxan A2 đồng thời phóng ra các giả túc làm dính các tiểu cầu lại với nhau, đó là hiện tượng ngưng kết tiểu cầu làm cho máu đông lại.
Aspirin ở liều thấp (0,3-1g) làm ức chế mạnh cyclo-oxygennase của tiểu cầu, làm giảm tổng hợp thromboxan A2 (chất làm đông vón tiểu cầu) nên có tác dụng chống kết tập tiểu cầu và chống đông máu. Liều cao (>2g) lại ức chế COX của thành mạch làm giảm tổng hợp PGI2 (prostacyclin - là chất chống đông vón tiểu cầu) nên có tác dụng ngược lại làm tăng kết tập tiểu cầu và tăng đông máu.nhưng trong đó tác dụng làm giảm thromboxanA2 là chính.

## Tác dụng không mong muốn

### Các tác dụng phụ do ức chế tổng hợp PG

#### Rối loạn dạ dày - ruột
- Niêm mạc dạ dày ruột sản xuất ra PG (đặc biệt là PGE2), có tác dụng làm tăng tạo chất nhày và có thể là cả kích thích phân bào để thay thế các tế bào bị phá hủy. Như vậy, vai trò của PGE là để bảo vệ niêm mạc đường tiêu hóa. Thuốc NSAID với mức độ khác nhau ức chế COX làm giảm tổng hợp PG, tạo điều kiện cho HCl và pepsin của dịch vị gây tổn thương cho niêm mạc khi hàng rào bảo vệ bị suy yếu.
- Ngoài ra các NSAID còn tác động trực tiếp hủy hoại các tế bào biểu mô tiêu hóa do phần lớn chúng đều là những acid. Các NSAID còn ức chế sự phân chia của tế bào biểu mô đường tiêu hóa làm thay đổi lưu lượng máu tới các cơ quan tiêu hóa, làm giảm thiểu các lớp chất cung cấp năng lượng trong các tế bào niêm mạc và hoạt hóa men 5-lipoxygenase làm tăng các Leukotrien - là chất gây hủy hoại tế bào biểu mô của hệ tiêu hóa - gây thủng ổ loét.

Vì vậy phải uống thuốc vào lúc no và không dùng thuốc cho những người có tiền sử loét dạ dày hành tá tràng. Nếu chỉ định NSAID kéo dài nên kết hợp với Misoprostol: đây là dẫn chất tổng hợp tương tự như PGE1 có tác dụng chống loét và tiết dịch vị, còn có tác dụng bảo vệ niêm mạc dạ dày tá tràng đối kháng tác hại của thuốc NSAID; thuốc được chỉ định trong loét dạ dày hành tá tràng tiến triển hoặc để dự phòng tác hại của NSAID trên dạ dày hành tá tràng; liều mỗi ngày 2-4 lần, mỗi lần 1 viên sau ăn.

#### Trên hệ tiết niệu
Do ức chế hình thành PGI2 ở thận làm giảm lưu lượng máu nuôi thận, giảm mức lọc cầu thận, giải phóng các renin, ảnh hưởng tới việc di chuyển ion và trao đổi nước, gây nên các rối loạn chức năng tiểu cầu thận, viêm thận mô kẽ, hoại tử nhú thận, suy thận cấp và tăng kali máu. 

#### Trên hệ huyết học
Hội chứng xuất huyết, làm kéo dài thời gian chảy máu, có thể gây ra hiện tượng xuất huyết dưới da do ức chế ngưng kết tiểu cầu. 

#### Với thai phụ
Dễ gây quái thai ở 3 tháng đầu, ở 3 tháng cuối có thể làm tăng thời gian mang thai vì ức chế PGE, PGF (là chất gây tăng co bóp tử cung), đồng thời có thể ảnh hưởng chức phận của thai nhất là tuần hoàn và hô hấp.

### Các tác dụng phụ không do ức chế tổng hợp PG
- Trên hệ thần kinh: có thể gây ù tai, điếc thoáng qua, say thuốc.
- Ngoài ra thuốc có thể gây dị ứng, gây cơn hen giả vì thuốc ức chế cyclo-oxygenase nên làm tăng các chất chuyển hóa theo đường lipooxygenase (tăng leucotrien).
- Rối loạn chức năng gan, rối loạn về máu theo kiểu nhiễm độc tế bào (mất bạch cầu hạt). Thậm chí có thể gây suy tủy.
- Trên hệ tim mạch: các thuốc ức chế COX-2 và liều cao các thuốc NSAIDs truyền thống có nguy cơ gây nhồi máu cơ tim.

## Các dẫn xuất của nhóm không steroid

### Dẫn xuất acid salicylic

#### Acid salicylic
Tinh thể hình kim, không màu, nhẹ, óng ánh, không mùi, vị chua hơi ngọt, khó tan trong nước. Do kích ứng mạnh với tổ chức nên không dùng đường uống. Dùng ngoài da dung dịch 10% để chữa chai chân, hột cơm, nấm da...

#### Methyl salicylat
Dung dịch không màu, mùi hắc lâu. Có thể ngấm qua da nên chỉ dùng xoa bóp giảm đau tại chỗ. Chế phẩm dưới dạng kem xoa bóp, cao dán.

#### Natri salicylat
Dung dịch màu vàng nâu, có khả năng phân li dễ dàng thành ion salicylat (-) dùng trong điện di dẫn thuốc.

#### Acid acetyl salicylic (Aspirin)
Bài chi tiết: Aspirin
Kết tinh hình kim trắng, hơi chua, khó tan trong nước, dễ tan hơn trong rượu và các dung dịch kiềm. Ngoài tác dụng như các thuốc NSAIDs khác, aspirrin còn có tác dụng thải trừ acid uric, và nhiều tác dụng đang được nghiên cứu. Được trình bày dưới dạng viên nén 0,5g, viên bao pH8 0,5g; viên nạp trực tràng 0,5g; dạng viên sủi; bột tan, lọ bột khô tiêm.

### Dẫn xuất pyrazolon

#### Metamizol(Alnagin)
Kết tinh trắng hoặc vàng nhạt, dễ tan trong nước, khó tan trong rượu, không tan trong ether. Tác dụng hạ sốt, giảm đau thuộc loại mạnh nhất trong nhóm không steroid, tác dụng chống viêm yếu. Hấp thu nhanh, tác dụng mạnh và kéo dài, thải trừ chậm, không kích thích niêm mạc dạ dày.

#### Phenylbutazon
Kết tinh trắng, vị đắng, hầu như không tan trong nước. Hấp thu nhanh và hoàn toàn qua đường tiêu hóa. Tác dụng hạ sốt và giảm đau kém aspirin, nhưng tác dụng chống viêm trong thấp khớp lại rất mạnh nên chỉ dùng trong điều trị các bệnh thấp. Ngoài ra thuốc còn có tác dụng tăng thải trừ acid uric (do giảm tái hấp thụ ở ống lượn gần) nên có thể dùng điều trị Goutte cấp.
Thuốc có độc tính cao, gây biến chứng loét dạ dày hành tá tràng mạnh, ngay cả khi dùng đường tiêm. Thuốc gây giảm bạch cầu đa nhân và suy tủy rất nguy hiểm. Có thể gây phù và tăng huyết áp do giữ Na+, do đó khi dùng thuốc phải ăn nhạt. Thuốc còn có thể gây dị ứng, chấm chảy máu do giảm protrombin máu. Do đó cần dùng thuốc rất hạn chế.

### Dẫn xuất indol

#### Indometacin
Tác dụng chống viêm mạnh hơn phenylbutazon 20-80 lần và mạnh hơn hydrocortison 2-4 lần. Đối kháng rõ với PG. Tác dụng trên cả giai đoạn đầu và cuối của viêm. Tác dụng giảm đau liên quan mật thiết với tác dụng chống viêm (liều chống viêm/ liều giảm đau = 1/1). Có tác dụng hạ sốt nhưng không dùng hạ sốt đơn thuần vì thuốc có nhiều độc tính và đã có thuốc khác thay thế.
Không dùng cho trẻ em dưới 16 tuổi, phụ nữ có thai hoặc cho con bú, người có tiền sử hoặc hiện tại mắc bệnh dạ dày hành tá tràng.

#### Sulindac
Sulindac là một tiền chất, bản thân nó không có hoạt tính, vào cơ thể được chuyển thành dẫn chất sulfat có hoạt tính sinh học mạnh, ức chế cyclo-oxygenase mạnh hơn sulindac 500 lần. Về cấu trúc hóa học, sulindac là indometacin được thay methocy bằng fluor và thay clo bằng gốc methylsulfinyl. Trong thực nghiệm, tác dụng dược lý của sulindac bằng 1/2 indometacin, thực tế lâm sàng tác dụng chống viêm và giảm đau của sulindac tương tự như aspirin. Mức độ độc tính kém indometacin.

### Dẫn xuất phenylacetic
- Diclofenac: Tác dụng chống viêm mạnh hơn aspirin nhưng tác dụng phụ trên đường tiêu hóa ít hơn.
- Alclofenac
- Fentiazac

### Dẫn xuất propionic
Liều thấp có tác dụng giảm đau, liều cao có tác dụng chống viêm. Thuốc ít tác dụng phụ (nhất là đường tiêu hóa) hơn aspirin, indometacin và pyrazolon, vì vậy được dùng nhiều trong viêm khớp mạn.
- Ibuprofen
- Indoprofen
- Pirprofen
- Naproxen
- Fenoprofen
- Ketoprofen

### Dẫn xuất oxicam
Là nhóm thuốc chống viêm mới được tổng hợp, có nhiều ưu điểm:
- Tác dụng chống viêm mạnh với liều điều trị chỉ bằng 1/6 so với các thuốc thế hệ trước. Tác dụng giảm đau xuất hiện nhanh nửa giờ sau khi uống.
- Thời gian bán thải dài (2-3 ngày) cho phép dùng liều duy nhất trong 24h, 99% gắn với protein huyết tương.
- Ít tan trong mỡ so với các thuốc NSAID khác, cho nên dễ thấm vào tổ chức bao khớp bị viêm, ít thấm vào các mô khác và thần kinh, giảm được nhiều tai biến.
- Các tai biến thường nhẹ ngay cả khi dùng thuốc kéo dài tới 6 tháng.

Các thuốc trong nhóm này:
- Piroxicam (Feldene)
- Tenoxicam (Tilcotil)

### Dẫn xuất anilin

#### Paracetamol (acetaminophen)
Bài chi tiết: Paracetamol
Khác với các dẫn xuất trên, các dẫn xuất anilin chỉ có tác dụng hạ sốt và giảm đau tương tự như aspirin, không có tác dụng chống viêm và thải trừ acid uric, không kích ứng tiêu hóa, không ảnh hưởng đến tiểu cầu và đông máu. Với liều điều trị hầu như không có tác dụng phụ. Do đó paracetamol được biết đến như một thuốc giảm đau được sử dụng rộng rãi nhất. 

#### Phenacetin
Khi vào cơ thể chuyển thành paracetamol. Tuy nhiên phenacetin có độc tính tạo met-hemoglobin và gây hoại tử gan nên hiện nay không dùng.

### Thuốc ức chế chọn lọc COX-2
Là thuốc ức chế ưu tiên trên COX-2, có tác dụng giảm đau, hạ sốt chống viêm bằng hoặc cao hơn Indomethacin nhưng biến chứng trên tiêu hóa lại giảm đáng kể.
- Meloxicam (Mobic).
- Nimesulide

### Các thuốc ức chế chuyên biệt COX-2 (nhóm COXIBs)
Rofecoxib, Celecoxib, Valdecoxib, Etoricoxib... Là thuốc chống viêm giảm đau mới đang còn thử nghiệm, có tác dụng giảm đau mạnh nhưng tác dụng phụ do ức chế PG được hạn chế tối đa, đặc biệt là tác dụng tiêu hóa. Tuy nhiên các tác dụng phụ không do ức chế PG chưa được biết đầy đủ, có thể ảnh hưởng xấu đến hệ tim mạch (làm tăng HA, phù phổi, nhồi máu cơ tim, đột quỵ, thậm chí gây tử vong), suy thận, tổn thương hệ tiêu hóa. Do vậy một số thuốc trong nhóm này đã bị cơ quan thực phẩm và dược phẩm Hoa Kỳ (FDA) cấm lưu hành (Etoricoxib, Lumiracoxib, Parecoxib Rofecoxib) Valdecoxib hoặc cảnh báo (như Celecoxib 

## Ứng dụng điều trị

### Nguyên tắc chung khi sử dụng thuốc
- Các thuốc đều gây kích ứng niêm mạc dạ dày gây loét, chảy máu (trừ paracetamol) nên khi dùng thuốc cần chú ý:

1. Phải uống thuốc lúc no.
2. Không dùng thuốc cho bệnh nhân loét hoặc có tiền sử loét dạ dày hành tá tràng.
3. Trong trường hợp thật cần thiết, phải dùng các chất bảo vệ niêm mạc dạ dày (Misoprostol hoặc các thuốc bảo vệ dạ dày khác). Song cần lưu ý rằng những tai biến tiêu hóa không phải chỉ do tác dụng kích thích trực tiếp của thuốc lên niêm mạc mà còn do tác dụng toàn thân của thuốc.

- Chỉ định thận trọng với bệnh nhân viêm thận, suy gan, có cơ địa dị ứng, cao huyết áp.
- Khi điều trị kéo dài, cần kiểm tra có định kỳ (2 tuần 1 lần) công thức máu và chức năng gan thận.
- Nếu dùng liều cao để tấn công chỉ dùng kéo dài 5-7 ngày.
- Chú ý khi phối hợp thuốc:
- Không dùng phối hợp các thuốc NSAID với nhau vì làm tăng độc tính của nhau.
- Không dùng cùng với các chống đông, nhất là loại vitamin K (dicumarol, warfarin), vì làm tăng tác dụng chống đông. Không dùng cùng các sulfamid hạ đường huyết, diphenylhydantoin vì thuốc đẩy chúng ra khỏi huyết tương làm tăng độc tính. Khi cần phối hợp với các thuốc trên thì phải giảm liều các thuốc đó.
- Các thuốc NSAID có thể làm giảm tác dụng một số thuốc do làm tăng giáng hóa hoặc đối kháng nơi tác dụng như: meprobamat, androgen, lợi niệu furosemid.

### Chỉ định
NSAIDs thường được sử dụng để điều trị các chứng đau, viêm cấp hoặc mạn tính; đôi khi được sử dụng ngăn ngừa ung thư trực tràng, chống đông vón tiểu cầu và trong bệnh lý tim mạch. Nhìn chung, NSAIDs được chỉ định trong các bệnh sau:
- Bệnh thấp khớp
- Bệnh viêm khớp dạng thấp
- Các bệnh tự miễn.
- Bệnh gút cấp
- Đau bụng kinh
- Đau xương do ung thư di căn.
- Đau đầu
- Đau nhẹ và vừa do chấn thương hoặc viêm mô.
- Sốt
- Tắc ruột
- Cơn đau quặn thận
- Dự phòng tắc mạch do đông vón tiểu cầu trong bệnh lý tim mạch.

### Chống chỉ định
- Bệnh lý dạ dày – hành tá tràng.
- Suy thận.

. Suy gan.
- Phụ nữ có thai và cho con bú.
- Sốt xuất huyết
- bệnh nhân bị hen suyễn